# Большая жизнь
«Большая жизнь» — советский полнометражный художественный фильм режиссёра Леонида Лукова. Лидер проката 1940 года — 18,6 млн зрителей. Фильм снят по сценарию Павла Нилина, основой для которого послужил его же роман «Человек идет в гору (Очерки обыкновенной жизни)», опубликованный в журнале «Новый мир» (1936).
За сценарий и режиссуру 15 марта 1941 года кинокартина «Большая жизнь» награждена Сталинской премией II степени.
Фильм снимался в городе Шахты.

## Сюжет
Небольшой шахтёрский посёлок в Донбассе живёт трудовой жизнью. Три месяца назад на шахту приехал новый парторг Хадаров. С его приездом оживилась жизнь и в посёлке, и на шахте. Ведутся работы по переоборудованию шахты. Парторг поддерживает инициативу молодого инженера Петухова, который при поддержке опытных шахтёров разрабатывает новый метод добычи угля. Но не все верят в успех нового метода. Больше других высказывает сомнения председатель шахткома Усынин, человек, боящийся любой ответственности и старающийся всегда остаться в стороне. Он и сейчас старается остановить новаторство на шахте, опасаясь ответственности за возможные неполадки. Усынин при любом случае уверяет окружающих, что метод, разрабатываемый Петуховым, обречён на провал. Не выдержав унижений и оскорблений, Петухов собирается уехать с шахты. Но ветераны шахты Кузьма Козодоев и Виктор Бугорков верят в успех нового метода и убеждают Петухова остаться на шахте и продолжить начатую работу. В этом их поддерживает Хадаров. Когда заболел главный инженер Иванов, Хадаров настаивает на том, чтобы исполнение обязанностей было возложено на Петухова. Доверие руководства заставило молодого инженера с удвоенной энергией заканчивать работу по внедрению нового метода добычи угля.
На шахте работает Харитон Балун. Но труд для этого богатыря — лишь повседневная необходимость. Ему интереснее свободное время проводить в компании с дружками: весельчаком Ваней Курским и Макаром Ляготиным. Харитон влюблён в гордую Соню Осипову, но она отвергает его, говоря, что ей стыдно быть рядом с пьяницей. Усынин считает, что Харитона пора гнать с шахты. Однако опытный шахтёр Козодоев считает, что у Харитона есть особый шахтёрский талант, и если помочь ему, из него выйдет настоящий шахтёр. Хадаров призывает Харитона начать учиться и стать настоящим шахтёром, как его учитель Козодоев. Хадаров обращается к Соне Осиповой повлиять на Харитона и помочь ему. Увидев Соню с Хадаровым, Харитон забрасывает учёбу и вместе со своими дружками идёт в пивную, а затем из ревности устраивает пьяный дебош.
Усынин считает, что при испытании нового метода в шахте может быть обвал. В этом его поддерживает десятник Кузьмин. Вдвоём они направляют письмо в райком партии, в котором высказывают свои опасения о том, что во время эксперимента могут быть человеческие жертвы. Никто не знает, что скрытый враг Кузьмин — бывший кулак. Он подбивает сына кулака Макара Ляготина устроить в шахте обвал. В день эксперимента шахтёры Козодоев и Бугорков, работая по новому методу, значительно перевыполнили норму. Ляготин побоялся устроить обвал в шахте, и это спасло жизнь забойщикам. По методу инженера Петухова теперь будет работать вся шахта.
Пьяный дебош Харитона вызывает осуждение всего шахтёрского посёлка. Его проступок рассматривают на товарищеском суде. В сознании Балуна происходит перелом. Соня выходит за него замуж.
В подстроенном Кузьминым и Ляготиным обвале пострадал Кузьма Козодоев. Врачи опасаются за его жизнь. В произошедшем обвале Петухов винит себя, считая, что он провёл неправильные расчёты. Хадаров уверен, что на шахте действуют вредители. Кузьмин хочет устроить так, чтобы и Хадарова завалило в шахте, считая, что он вскоре раскроет его заговор. Лишь случай спас парторга от гибели.
Харитон Балун считает себя учеником Козодоева и считает своим долгом продолжить его дело. Он собирает бригаду шахтёров, и они идут на новый рекорд. Харитон обещает перекрыть рекорд своего учителя. Вредители пытаются сорвать рекордную работу, но разоблачены и задержаны. Установив новый рекорд, бригада Харитона Балуна выходит из шахты героями.

## В ролях
- Иван Пельтцер — Кузьма Петрович Козодоев, шахтёр-стахановец
- Иван Новосельцев — Хадаров, секретарь парткома
- Степан Каюков — Савелий Никитич Усынин, председатель шахткома
- Юрий Лавров — Иван Сергеевич Кузьмин, десятник
- Марк Бернес — Борис Николаевич Петухов, горный инженер
- Вера Шершнёва — Соня Осипова
- Борис Андреев — Харитон Егорович Балун
- Пётр Алейников — Иван Семёнович Курский (в версии 1973 г. озвучивает Владимир Татосов)
- Лидия Карташова — Маруся Козодоева
- Лаврентий Масоха — Макар Ляготин, сын кулака
- Василий Зайчиков — Никифор Степанович Иванов
- Виктор Аркасов — Виктор Богорков, шахтёр-стахановец
- Григорий Любимов — Александр Петрович Захаров, завшахтой
- Алексей Краснопольский — Илья Терентьевич Морозов, парторг
- Алексей Консовский — Алёша
- Николай Крючков — сотрудник НКВД (нет в титрах)
- Владимир Уральский — Кириченко (нет в титрах)

## Создатели
- Автор сценария: Павел Нилин
- Режиссёры: Леонид Луков, Борис Каневский (2-й режиссёр)
- Оператор: Иван Шеккер
- Звукооператоры: Г. И. Григорьев, Рива Бисноватая
- Художник: Соломон Зарицкий
- Композитор: Никита Богословский
- Слова песен: Борис Ласкин

## Факты
- Специально для фильма поэтом Борисом Ласкиным и композитором Никитой Богословским была написана песня «Спят курганы тёмные». В фильме песню исполнил Лаврентий Масоха.
- В 1946 году режиссёр Луков создал вторую серию, однако на экраны она вышла (с небольшими купюрами) только в 1958 году. Отчасти это могло быть связано ещё и с тем, что на картину были потрачены 4,7 млн. рублей[2].
- В 1963 году вышла новая «режиссёрская редакция» обеих серий фильма. В первой серии сделаны сокращения в сценах, где были видны портреты Сталина и других «опальных» на тот момент вождей. Заметен недостоверно выглядящий «прыгающий» портрет Ленина на одном из зданий — таким способом, при помощи «блуждающей маски», был закрыт портрет Кагановича. Из песни про стахановское племя был удален куплет, в котором были слова про «ласку вождя». В версии 1963 года переделаны титры. В 1973 году вышла «восстановленная» версия первой серии фильма. «Восстановление» было сделано на основе первой редакции картины 1939 года, но со всеми сокращениями атрибутов «культа личности». Было произведено переозвучание картины: песню «Спят курганы темные» вместо Л. Масохи исполнял Валерий Золотухин, за П. Алейникова говорил другой актёр и т. п.
- На видеокассетах и DVD выпущены все версии обеих серий.